# Wagner-Bräu München
Das Wagner-Bräu München war eine Brauerei in München. Die Brauerei befand sich in der Lilienstraße im Stadtteil Au. Das heutige „Wirtshaus in der Au“ geht auf die Brauerei zurück. Berühmt war sie vor allem für ihr Starkbier Patentator.

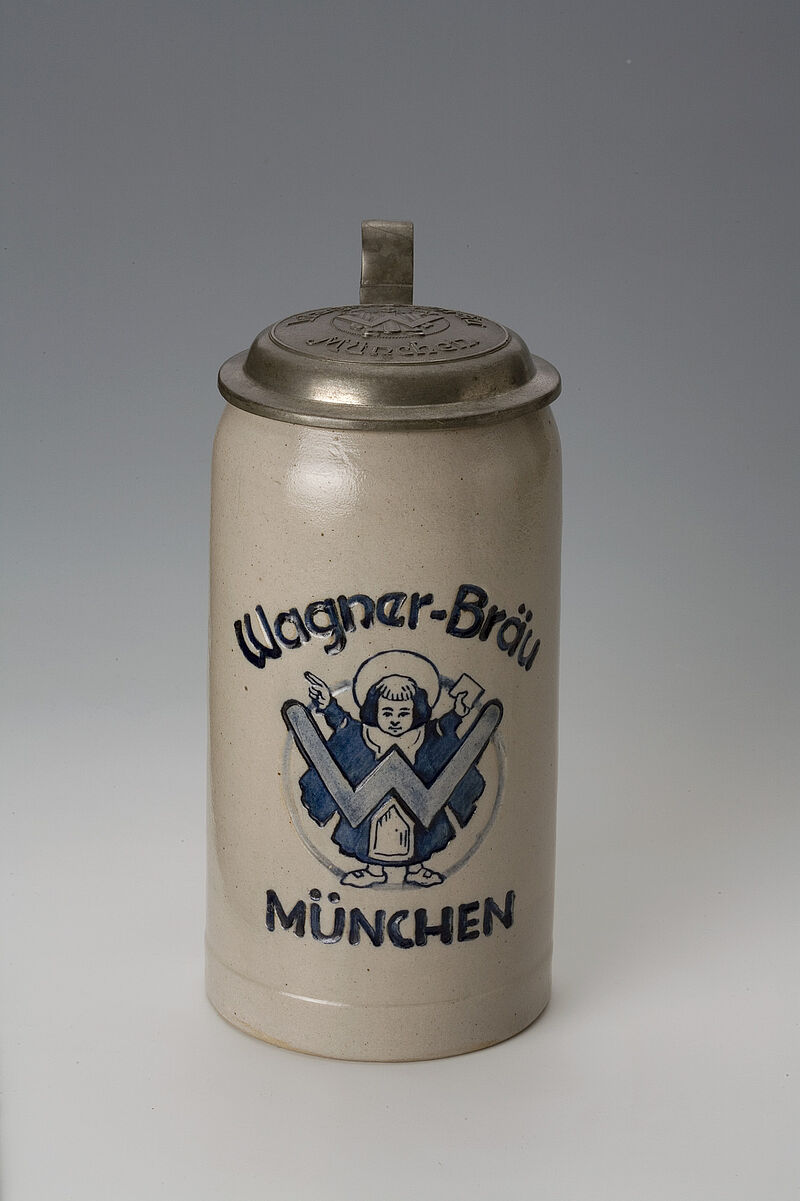
Bierkrug mit Zinn von Wagner-Bräu München um 1925

## Geschichte
Vom ehemaligen Bräumeister des Heiliggeistspitals, Schmucker, wurde 1844 in der Lilienstraße 24 die „Schmucker-Brauerei“ gegründet und zusätzlich der Lagerkeller des Birnbräu erworben. Nach dem Tode Schmuckers wurde der Braubetrieb 1852 wieder eingestellt. Johann und Susanne Wagner übernahmen die Braustätte 1862 als reine Mälzerei. Im Jahr 1888 übernahm Hans Wagner nach dem Tod seines Vaters den Betrieb. Unter seiner Führung erfuhr das Geschäft bis zur Jahrhundertwende eine deutliche Ausdehnung. Im Jahr 1901 entschloss er sich nach dem Kauf einiger benachbarter Grundstücke zum Bau einer modernen Brauerei auf dem vergrößerten Areal Lilienstraße 20–29.
Im Oktober 1901 wurde in den Räumlichkeiten des heutigen Wirtshauses in der Au erstmals Bier ausgeschenkt. Das wagnersche Bier war bald sehr beliebt. 1904 kaufte Hans Wagner das große und bekannte Hotel Trefler, das durch seine Lage an der Ecke Sonnen-/Landwehrstraße hinsichtlich der Steigerung des Bierkonsums glänzende Aussichten bot. So ließ er unter großem Aufwand den Gebäudekomplex sofort in das Nobelhotel Wagner mit Restaurant, Bierstube und mehreren Sälen umbauen, das sich mit insgesamt 5.000 Plätzen zu seinem Hauptausschank im Stadtzentrum Münchens entwickelte.
Im Zuge des Expansionskurses kletterte der Bierabsatz von anfänglichen 20.00 hl bis auf die Kapazitätsgrenze von 50.000 hl in den ausgehenden 1920er Jahren. Die Gesellschaft verfügte über ein neuartiges, von ihr entwickeltes und 1917 patentiertes Brauverfahren, das die Qualität des Produktes erhöhte. Berühmt war sie vor allem für ihr Starkbier Patentator. Dieses Verfahren wurde nach dem Erwerb von Lizenzen auch von vielen anderen Brauereien angewandt.
Nach der Währungsreform und Gründung der Bundesrepublik Deutschland wurde der Braubetrieb im Januar 1950 eingestellt und die Paulaner Brauerei erwarb sämtliche Anteile an der Wagnerbräu GmbH. Die Gesellschaft wurde anschließend als Immobiliengesellschaft der Paulaner Brauerei fortgeführt.